# 西水美恵子
西水美恵子（にしみず みえこ、1948年 - ）は、元世界銀行副総裁、元プリンストン大学助教授。
現在は、シンクタンク・ソフィアバンクのシニア・パートナー、人を大切にする経営学会顧問。

## 略歴
大阪府豊中市生まれ、北海道美唄市で育つ。中学3年から上京。都立西高校在学中、姉妹都市高校親善大使としてニューヨーク訪問。その後間もなくロータリークラブ交換留学生として再渡米（後年、西高は中退）。そのまま帰国せず、ガウチャー大学へ入学。経済学を学ぶ。1970年卒業後、トーマス・J・ワトソン財団フェローとして帰国。千代田化工建設の特許課に借席し、環境汚染問題を研究。1971年に再度渡米する。1975年、ジョンズ・ホプキンス大学大学院の博士課程（経済学）を修了。同年、プリンストン大学経済学部、兼ウッドロー・ウィルソン・スクールの助教授に就任。

## 経歴
- 1980年 - 世界銀行に入行、開発政策局・経済開発研究所
- 1983年 - 同、産業・エネルギー局産業戦略・政策課（エジプト・タイ・ハンガリー・中国などを担当）
- 1987年 - 同、欧州・中東・北アフリカ地域アフガニスタン・パキスタン・トルコ局リード・エコノミスト
- 1988年 - 同、欧州・中東・北アフリカ地域アフガニスタン・パキスタン・トルコ局通商・産業・金融課課長
- 1992年 - 同、国際復興開発銀行リスク管理・金融政策局局長
- 1995年 - 同、南アジア地域アフガニスタン・バングラデシュ・パキスタン・スリランカ局局長
- 1997年 - 同、南アジア地域副総裁
- 2003年 - 世界銀行退職

- 現在、米国のワシントンD.C.とイギリス領ヴァージン諸島に在留。世界を舞台に、執筆や、講演、様々なアドバイザー活動を続ける。2007年より、シンクタンク・ソフィアバンクのシニア・パートナー。
- 西水美恵子の歩み

## 著書
- 『貧困に立ち向かう仕事』2003年、明石書店
- 『国をつくるという仕事』2009年、英治出版
- 『あなたの中のリーダーへ』2012年、英治出版

## 連載
- 電気新聞 「時評 ウェーブ」（2008年4月-）
- 日本経済新聞夕刊 「人間発見 鉄の女と呼ばれて」（2010年1月）
- 日本経済新聞夕刊 「あすへの話題」（2006年7月-12月）

## 講演
- 「ブータン王国に学ぶリーダーシップの形」（2007年10月15日公開）
- 東京工業大学 国際開発工学科設立記念 特別講演「国づくりとものづくり」（2008年11月17日公開 ）
- 「変革のリーダーシップを語る」（2008年11月17日公開 ）

## インタビュー
- 就職ジャーナル「仕事とは？」（2010年6月30日）